# Erich von Stroheim

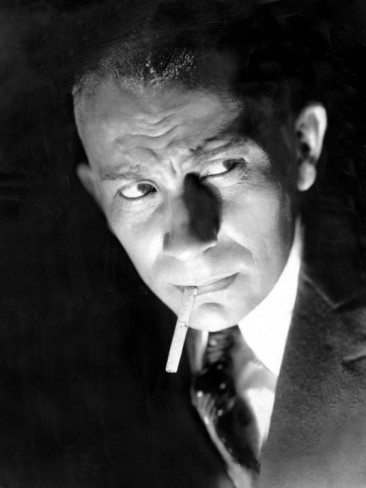
Erich von Stroheim 1920.

Erich von Stroheim, egentligen Erich Oswald Stroheim, född 22 september 1885 i Wien i Österrike-Ungern, död 12 maj 1957 i Maurepas i Frankrike, var en österrikisk-amerikansk skådespelare, filmregissör, manusförfattare och filmproducent.

## Biografi
Erich von Stroheim, född Erich Oswald Stroheim, påstod sig vara ättling till en preussisk militärfamilj, men i själva verket var hans far en judisk hattmakare som flyttat till Österrike från Polen. Stroheim emigrerade till USA 1909 och hade en del tillfälliga arbeten innan han kom till Hollywood 1914 och började arbeta med film.
Han var en av stumfilmens främsta regissörer, men hans strävan efter perfektionism ledde till att han allt som oftast överskred budget, som när han till exempel regisserade Gloria Swanson i filmen Queen Kelly (1928) och fick sparken.
Han brukade kallas för "The Man You Love to Hate". Stroheim var även en utmärkt skådespelare, ofta i roller som despotisk skurk eller hårdnackad preussare. En av hans mest minnesvärda roller var i Sunset Boulevard (1950).

## Filmografi (i urval)
- 1916 – Intolerance (roll)
- 1920 – Blinda äkta män (manus, regi, produktion och roll)
- 1922 – Dåraktiga kvinnor (manus, regi och roll)
- 1924 – Den giriga (manus, regi och roll)
- 1925 – Den glada änkan (manus, regi och produktion)
- 1928 – Bröllopsmarschen (manus, regi, produktion och roll)
- 1929 – Queen Kelly (manus, regi och produktion)
- 1932 – Hollywoods satan (roll)
- 1932 – Som du vill ha mig (roll)
- 1937 – Den stora illusionen (roll)
- 1943 – Vägen till Cairo (roll)
- 1943 – Överraskande i gryningen (roll)
- 1945 – The Great Flamarion (roll)
- 1950 – Sunset Boulevard (roll)